# Cenocito
Un cenocito (de griego: κοινός (koinós) = "común" + κύτος (kýtos) = "caja,  i.e. célula") es una célula multinucleada, la cual puede resultar de divisiones nucleares múltiples sin realizar la citocinesis; en contraste, el sincitio resulta de la agregación celular seguida por disolución de las membranas celulares dentro de la masa. En la embriología animal , la palabra sincitio suele refiere al cenocito blastoderma de los invertebrados.

## Ejemplos fisiológicos

### Protistas

#### Algas
Los cenocitos están presentes en diversos grupos no relacionados de algas, incluyendo a los Xanthophyceae (p. ej., Vaucheria), las algas rojas (p. ej., Griffithsia) y las algas verdes. El alga verde Chara tiene células internodales que son cenociticas. El las algas verdes del orden Cladophorales se caracteriza por tener talos pluricelulares de células cenociticas. En las algas verdes Bryopsidales y algunas Dasycladales en talo entero es una única célula multinucleada, las cuales puede llegar a medir muchos metros. (p. ej. Caulerpa).
En contraste a los Cladophorales donde los núcleos se organizan en dominios citoplásmicos regularmente espaciados, el citoplasma de los Bryopsidales permite el transporte de organelas, transcriptos y nutrientes a través de la planta.

#### Protozoa
Diplomonadas, como la Giardia, presentan dos núcleos.

#### Myxogastridos
Como el Plasmodio en su ciclo de vida.

#### Alveolata
Los ciliados tienen células que contiene dos núcleos: un macronúcleo y un micronúcleo.
El esquiozonte de parásitos apicomplexan son una forma de cenocito ( i.e. un plasmodio en el sentido general) así como el plasmodia de los microsporidian (Fungi) y parásitos myxosporidian (Metazoa).
El trofozoito de parázito syndinean (Dinoflagellata) 

### Plantas
Algunas estructuras de plantas, como los endospermas, son cenociticos.

### Fungi
Los hongos filamentosos pueden contener múltiples núcleos en un micelio cenocítico. Este cenocito cumple funciones como una unidad coordinada compuesta de múltiples células enlazadas estructural y funcionalmente, En micelio fúngico que carece de aptos es conocido como hifa aseptada o cenocítica.

### Metazoos: Invertebrados
Muchos insectos, como el organismo de modelo Drosophila melanogaster, ponen huevos que inicialmente desarrollan blastodermas "sincitales",  i.e. temprano en los embriones se observa una mitosis incompleta. Los núcleos entran a la fase S (se replica el ADN) y las cromátidas hermanas consiguen ser estiradas aparte y re-ensambladas dentro de los núcleos llenos de cromosomas homólogos, pero la citocinesis no ocurre. Debido a esto, los núcleos se multiplican en un espacio citoplasmático común.
El embrión temprano "sincitio" de los invertebrados como el Drosophila son importantes para la especificación "syncytial" de la diferenciación celular. El citoplasma de célula del huevo contiene moléculas de mRNA localizado como los que codifican los factores de transcripción Bicoid y Nanos. la proteína Bicoid está expresada en un gradiente que se extiende de la parte anterior terminal del embrión temprano, mientras que la proteína Nanos está concentrada en la parte posterior terminal. Al principio, los núcleos del embrión temprano rápida y simultáneamente se dividen en el blastoderma "syncytial" y entonces emigran a través del citoplasma y se colocan en una monocapa alrededor de la periferia, dejando solo un número pequeño de núcleos en el centro del huevo, del cual devendran más núcleos de yema. La posición de los núcleos a lo largo de los ejes embrionarios determinan la exposición relativa de las cantidades diferentes de las proteínas Bicoid, Nanos, y otros morfógenos. Aquellos núcleos con más Bicoid activarán genes que promueven la diferenciación de células a cabeza y estructuras de tórax.  Los núcleos expuestos a más Nanos activará los genes responsables para la diferenciación de regiones posteriores, como el abdomen y las células germinales. Los mismos principios son válidos para la especificación del eje dorso-ventral. A mayor concentración de la proteína nuclear dorsal en el ñasdo ventral del huevo nos muestra que este será ventral, por lo tanto su ausencia implica que el destino de esa zona sea dorsal. Después de que los núcleos se colocaron en una monocapa debajo la membrana de huevo, la membrana empieza a invaginarse lentamente, por ello, separa sus núcleos en compartimentos celulares; durante este periodo, el huevo se denomina como un blastoderma celular. Las células polares, que no son más que un primordio, serán las primeras células en separarse plenamente.

## Ejemplos patológicos
Ciertas mutaciones y la activación de genes de control en el ciclo celular pueden dirigir a las bacterias que forman células parecidas a un filamento con cromosomas múltiples pero sin división celular. Estos mecanismos o equivocaciones pueden dirigir a una estructura similar a un cenocito, aunque las bacterias no poseen núcleos. Este hecho ha sido utilizado en ciertos ámbitos de la biología sintética, por ejemplo para crear célula-derivadas de fibras para un concreto con crecimiento orgánico.